# 625
Évszázadok: 6. század – 7. század – 8. század
Évtizedek: 570-es évek – 580-as évek – 590-es évek – 600-as évek – 610-es évek – 620-as évek – 630-as évek – 640-es évek – 650-es évek – 660-as évek – 670-es évek
Évek: 620 – 621 – 622 – 623 –  624 – 625 – 626 – 627 – 628 – 629 – 630

## Események

### Bizánci Birodalom
- A bizánci–perzsa háborúban a Kaukázusban telelő Hérakleiosz császár Tigranakertnél külön-külön legyőzi az ellen küldött Sahin és Sahraplakan seregeit. A harmadik, Sarbaraz által vezetett hadsereget Aliovitnél egy éjszaka meglepetésszerűen megtámadja, Sarbaraznak állítólag meztelenül kell menekülnie és elveszíti minden készletét.
- Hérakleiosz délnyugat felé indul, az Eufrátesz felső folyásához és visszafoglalja Martüropoliszt és Amidát. Ezután Kilikiát foglalja vissza, a Szarosz folyónál ismét legyőzi az őt követő Sarbarazt, majd visszaveszi Kappadókiát és Pontoszt és a Fekete-tengernél, Trabzonban telel.

### Európa
- I. Dagobert austrasiai király házasságot köt első feleségével, Gomatrudisszal. Dagobert visszaköveteli apjától, II. Chlothartól azokat a területeket, amelyeket Austrasia annektálásakor Neustriához csatolt.
- A pogány Edwin berniciai király feleségül veszi Eadbald kenti király nővérét, a keresztény Æthelburgát.
- Meghal Cadfan, a walesi Gwynedd királya. Utóda fia, Cadwallon.
- Meghal V. Bonifatius pápa. Utóda I. Honorius.[1]

### Ázsia
- A közép-indiai II. Pulakesin, a Csálukja-dinasztia királya követséget küld a szászánida II. Huszrau sahhoz.
- A mekkai Kurajs-törzs jelentős, 3 ezres sereget gyűjt össze és Medina közelében az uhudi csatában megfutamítja Mohamed próféta mintegy 750 harcosát. A csatában elesik Mohamed nagybátyja, Hamza ibn Abd al-Muttalib és sógora, Abdalláh ibn Dzsahs.

## Halálozások
- október 25. – V. Bonifác pápa[1]
- Cadfan ap Iago, Gwynedd királya
- Hamza ibn Abd al-Muttalib, Mohamed nagybátyja
- Abdalláh ibn Dzsahs, Mohamed sógora

## Fordítás
- Ez a szócikk részben vagy egészben  a(z)   625 című angol Wikipédia-szócikk ezen változatának fordításán alapul.  Az eredeti cikk szerkesztőit annak laptörténete sorolja fel. Ez a jelzés csupán a megfogalmazás eredetét és a szerzői jogokat jelzi, nem szolgál a cikkben szereplő információk forrásmegjelöléseként.